# Type 9000 STIB

Le type 9000 est un modèle d'automotrice électrique pour tramway de la Société des transports intercommunaux de Bruxelles (STIB) utilisé sur le tramway de Bruxelles.

## Histoire
Ces motrices sont construites en 1960 sur base de châssis et équipements électriques anciens en construisant une caisse dans le style des motrices type 7000. Elles sont les premières motrices du réseau à être construites pour le service à un seul agent.

## Caractéristiques
- Type : automotrice électrique ;
- Caisse : 1 ;
- Conduite : unidirectionnelle ;
- Essieux : 2 fixes ;
- Captation : perche puis pantographe.

## Matériel préservé
| Illustration | Entité | Numéro | Remarques |
| ------------ | ------ | ------ | --------- |
|              | MTUB   | 9079   |           |